# Jan Aleksander Król
Jan Aleksander Król (ur. 12 grudnia 1915 w Nowym Sączu, zm. 22 sierpnia 1997 w prowincji Quebec (Kanada)) – polski dziennikarz i działacz ruchu ludowego, w latach 1944–1945 sekretarz generalny Stronnictwa Ludowego, poseł do Krajowej Rady Narodowej, na Sejm Ustawodawczy (1947–1952) oraz na Sejm PRL I kadencji (1952–1956).

## Życiorys

### Młodość i okres II wojny światowej
W 1934 ukończył gimnazjum w Kielcach, w 1939 studia polonistyczne na Wydziale Humanistycznym Uniwersytetu Warszawskiego W czasie studiów należał do kręgu skupionego wokół Ludwika Frydego. Walczył w wojnie obronnej 1939, następnie przebywał na Kielecczyźnie, gdzie uczestniczył w tajnym nauczaniu, m.in. był dyrektorem tajnego gimnazjum w Wiślicy, a także żołnierzem Batalionów Chłopskich.
Należał do współorganizatorów i działaczy prokomunistycznego (satelickiego wobec PPR) Stronnictwa Ludowego „Wola Ludu”. W 1944 walczył w szeregach Brygady Grunwald wchodzącej w skład Armii Ludowej. Był jednym z współorganizatorów Wojewódzkiej Rady Narodowej w Kielcach, a następnie jej wiceprzewodniczącym (terytorium województwa znajdowało się pod okupacją niemiecką).

### Działalność polityczna w Polsce "Ludowej"
W lipcu 1944 przedostał się przez linię frontu do Lublina, tam został pracownikiem resortu informacji i propagandy. W sierpniu 1944 został przewodniczącym Tymczasowego Zarządu Głównego Związku Młodzieży Wiejskiej RP „Wici” (pełnił tę funkcję do maja 1945). Od 9 września 1944 był posłem do KRN, został zgłoszony na IV sesji KRN 9 września 1944 przez kielecką Wojewódzką Radę Narodową (terytorium województwa znajdowało się w dalszym ciągu pod okupacją niemiecką). W tym samym miesiącu został członkiem Tymczasowego Zarządu Generalnego prokomunistycznego Stronnictwa Ludowego, był jego sekretarzem generalnym (od 23 listopada 1944 do 26 marca 1945) i członkiem Naczelnego Komitetu Wykonawczego tej partii (1944-1945), w kolejnych latach był członkiem Rady Naczelnej SL (1945-1949) i zastępcą członka Naczelnego Komitetu Wykonawczego SL (1946-1947).
W 1947 został posłem na Sejm Ustawodawczy w klubie Stronnictwa Ludowego. W 1949 został członkiem Zjednoczonego Stronnictwa Ludowego, został członkiem Rady Naczelnej i Naczelnego Komitetu Wykonawczego tej partii i do końca kadencji sejmu w 1952 pozostał członkiem jej klubu parlamentarnego. W latach 1952–1956 był posłem na Sejm PRL I kadencji z ramienia ZSL. W latach 1956–1959 był zastępcą członka Naczelnego Komitetu ZSL.

### Działalność dziennikarska
Był pierwszym redaktorem naczelnym tygodnika „Wieś” (1944-1954), od grudnia 1944 do 1946 był równocześnie redaktorem naczelnym Zielonego Sztandaru, który był organem SL, w latach 1956–1957 redaktorem naczelnym dwutygodnika „Warmia i Mazury”, w latach 1957-1960 zastępcą redaktora naczelnego miesięcznika Wieś Współczesna.
W 1947 opublikował książkę Drogowskazy na manowcach kultury ludowej. Był członkiem Związku Literatów Polskich, w którym organizował oddział pisarzy ludowych.

### Emigracja
W 1960 wyemigrował do Kanady.

### Odznaczenia
W 1955 został odznaczony Krzyżem Oficerskim Orderu Odrodzenia Polski. Posiadał także Krzyż Partyzancki.